# Novilara
Novilara è una frazione di 515 abitanti del comune di Pesaro, in provincia di Pesaro e Urbino, a circa 6,5 km dal capoluogo.

## Storia
L'agro di Novilara fu abitato dai Piceni, che lasciarono testimonianza di sé in una vasta necropoli nella quale oggi sono state scavate circa 300 tombe, portando alla luce numerosi reperti archeologici. Fra tali reperti è specialmente nota la cosiddetta stele di Novilara, un'iscrizione in lingua nord picena databile intorno al VI-V secolo a.C.
La più antica fortificazione edificata nei pressi di Novilara risaliva all'anno 1000, e giaceva ad est del luogo in cui nel XIV secolo, in seguito alla sua rovina, fu costruito il nuovo castello. Signoria dei Malatesta, poi degli Sforza, nel 1513 esso fu scorporato da Pesaro e concesso al Castiglione, che ne divenne conte per volere di Francesco Maria I della Rovere. Il figlio Guidobaldo II lo riunì definitivamente al comune di Pesaro nel 1521.
Dell'antico palazzo, cuore della fortificazione, e della sua grande torre – dopo il crollo del 1723 e l'abbattimento del portico nel secondo dopoguerra – residuano una porta e parte delle mura.
Nel 1929 il Comune di Novilara fu soppresso ed il suo territorio annesso a quello di Pesaro.

### Simboli
Nello stemma del comune di Novilara era raffigurato un contadino nell'atto di battere un covone di grano con un correggiato.

## Economia

### Artigianato
Tra le attività economiche più tradizionali, diffuse e attive vi sono quelle artigianali, come la rinomata arte del ricamo e della tessitura finalizzata alla realizzazione di tendaggi e di biancheria caratterizzati da pregevoli spunti artistici.